# Baba Is You
Baba Is You (с англ. — «Баба — это ты») — компьютерная игра в жанре головоломки, разработанная финским инди-разработчиком Арви Тейкари (более известным под никнеймом Hempuli). Была выпущена 13 марта 2019 года для ПК и Nintendo Switch, а также она была выпущена на мобильные устройства 22 июня 2021 года.
Игра выстраивается вокруг взаимодействия с «правилами», представленными в виде плиток с написанными на них словами, с тем, чтобы главный персонаж Баба (или какой-то другой объект) достиг поставленной цели.

## Игровой процесс

Три блока, составляющие предложение «WALL IS STOP» мешают Бабе пересекать стены. Когда блоки, составляющие правило, разъединены, Баба может проходить сквозь стены.

Игрок, как правило, управляет персонажем, которого зовут Баба (англ. Baba), за исключением некоторых уровней. На каждом уровне есть различные перемещаемые плитки со словами, соответствующие определённым типам объектов и препятствий на поле (таких, как сам Баба, целевой флаг, стены, окружающие источники угрозы и другие создания), связующие операторы (такие как «is» — «это», «and» — «и»), а также плитки со свойствами объектов (такими, как «you» — «ты», позволяющий игроку контролировать объект, «push» — «толкать», делающий его перемещаемым, «stop» — «остановить», делающий его непроходимым, «win» — «победить», обозначающий цель, «sink» — «тонуть», и так далее). Задачей игрока на каждом уровне является достижение цели путём взаимодействия с этими плитками, в процессе чего создаются и изменяются «правила». Например, цель может быть изменена, если передвинуть блоки «is» и «win» к другому объекту, а игрок может перемещаться сквозь объекты, если убрать у них качество «stop». На некоторых уровнях правила сделаны неизменяемыми путём размещения их в углах, где их невозможно передвинуть. Всего в игре более 200 уровней.

## Разработка и выпуск

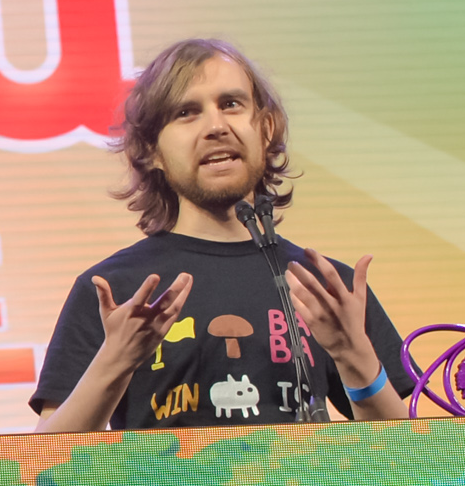
Арви Тейкари принимает награду от Independent Games Festival в 2018 году

Темой геймджема Nordic Game Jam 2017 года было «не здесь» (англ. Not There), что натолкнуло Арви Тейкари, студента Хельсинкского университета, ранее разработавшего метроидванию Environmental Station Alpha, на видение игры, построенной на взаимодействии с логическими операторами, и он сел за разработку Baba Is You. По его словам, уровни в игре часто создавались путём обдумывания «крутого» или «забавного» решения, в процессе чего он придумывал, каким образом игрок должен был его достигнуть. Как и прошлые проекты Тейкари, игра была разработана на базе движка Multimedia Fusion 2 с использованием языка программирования Lua; с реализацией логики на Lua ему помогал его друг, Лукас Меллер.
В 2017 году Тейкари объявил, что планирует выпустить полную версию игры в 2018 году, и опубликовал рабочую версию игры на сайте itch.io. После того, как Baba Is You выиграла на фестивале Independent Games Festival в марте 2018 года, французский издатель опубликовал клон игры в App Store, используя практически идентичную графику и то же название. Тейкари пришлось обратиться во французское отделение Apple для удаления нарушающего приложения.
31 августа 2018 года прошла выставка инди-игр Nintendo; одной из представленных игр стала Baba Is You. Игра была выпущена 13 марта 2019 года через Steam для Microsoft Windows, Linux и macOS, а также на Nintendo Switch.
В 2021 году был добавлен кроссплатформенный редактор уровней с возможностью распространять созданные уровни через интернет, а также в этом же году 22 июня игра Baba Is You вышла на iOS и Android .

## Награды и критика
| Сводный рейтинг | Сводный рейтинг |
| Агрегатор       | Оценка          |
| --------------- | --------------- |
| GameRankings    | 81,50 %         |

Baba Is You заняла первое место на 2017 Nordic Game Jam. На IGF Awards 2018 года игра была номинирована на Гран-при Шеймуса Макнэлли и выиграла награды «лучшая студенческая игра» (англ. Best Student Game) и «превосходство дизайна» (англ. Excellence In Design). Также игра была номинирована на награды «лучшая инди-игра» (англ. Best Indie Game) на 2019 Golden Joystick Awards, «инди-игра года» на Titanium Awards, и на «Лучшая независимая игра» на The Game Awards 2019.
После выпуска игра получила положительные отзывы. Polygon признал её «лучшей головоломкой за последние годы». Рецензент заметил, что «игра попросила меня отбросить мои предрассудки о том, как работают правила в играх, и проанализировать прежде всего как и почему они существуют. И подобное перепрограммирование мозга, как ни странно, лучше всего работает, когда игра выключена». Pocket Gamer дал аналогично положительную оценку, описав игру как «абсурдно сложную задачу, которая заставляет обдумывать не только каждое своё решение, но и то, как вообще кто-либо смог додуматься до чего-то столь необычного», и заключив, что игра является одним из «самых инновационных и захватывающих головоломок в вашей жизни. Она прекрасно проста своей графикой и основным дизайном, но сделает вашему мозгу больно тем, насколько бессмысленными могут быть решения».
По состоянию на 7 июля 2019 года, рейтинг Baba Is You на Metacritic составляет 87 баллов. ПК-версия игры вошла в ряд самых продаваемых игр месяца в Steam.